# Survivor Series (2007)
Survivor Series (2007) foi o 21º evento anual de luta livre profissional do Survivor Series (PPV) produzido pela World Wrestling Entertainment (WWE). Foi realizado para lutadores das divisões de marca Raw, SmackDown! e ECW da promoção. O evento aconteceu em 18 de novembro de 2007, na American Airlines Arena em Miami, Flórida.
As sete lutas do programa mostraram lutadores proeminentes da WWE, que encenaram as histórias da franquia dentro e fora do ringue. O evento principal contou com lutadores do SmackDown em uma luta Hell in a Cell, na qual o ringue era cercado por uma estrutura de aço coberta. Nesta luta, o Campeão Mundial dos Pesos-Pesados Batista derrotou The Undertaker para manter seu título. Na luta principal do Raw, Randy Orton derrotou Shawn Michaels em uma luta individual para manter o Campeonato da WWE, enquanto na luta principal da ECW, o Campeão da ECW CM Punk derrotou John Morrison e The Miz em uma luta Triple Threat para manter o título. Duas partidas foram na eliminatória. A primeira foi uma luta individual, na qual The Great Khali derrotou Hornswoggle. O outro contou com o Team Triple H (Triple H, Jeff Hardy, Rey Mysterio e Kane) derrotando o Team Umaga (Umaga, Mr. Kennedy, Montel Vontavious Porter, Finlay e Big Daddy V) em uma luta de duplas de eliminação Survivor Series de cinco contra quatro entre marcas.
Survivor Series ajudou a WWE a aumentar sua receita de pay-per-view em US$ 1,2 milhão, por meio de vendas de ingressos e compras de pay-per-view. Recebeu críticas mistas de várias fontes independentes, incluindo Canadian Online Explorer e Pro Wrestling Torch. Após seu lançamento em DVD, o evento alcançou o número cinco na parada de vendas de vídeos da Billboard, antes de cair da parada após dez semanas.

## Antes do evento
Survivor Series teve lutas de wrestling profissional de diferentes lutadores com rivalidades e histórias pré-determinadas que se desenvolveram no Raw, ECW e SmackDown — programas de televisão da WWE. Os lutadores interpretaram um vilão ou um mocinho seguindo uma série de eventos para gerar tensão, culminando em várias lutas.

## Evento

### Pré-show
| Papel:        | Nome:                                 |
| ------------- | ------------------------------------- |
| Comentaristas | Michael Cole (Smackdown!)             |
| Comentaristas | John "Bradshaw" Layfield (Smackdown!) |
| Comentaristas | Jerry Lawler (Raw)                    |
| Comentaristas | Jim Ross (Raw)                        |
| Comentaristas | Joey Styles (ECW)                     |
| Comentaristas | Tazz (ECW)                            |
| Repórteres    | Todd Grisham                          |
| Repórteres    | Anastasia Rose                        |
| Locutores     | Lilian Garcia (Raw)                   |
| Locutores     | Justin Roberts (Smackdown!)           |
| Locutores     | Tony Chimel (ECW)                     |
| Árbitros      | Scott Armstrong                       |
| Árbitros      | Mike Chioda                           |
| Árbitros      | John Cone                             |
| Árbitros      | Marty Elias                           |
| Árbitros      | Mickie Henson                         |
| Árbitros      | Jim Korderas                          |
| Árbitros      | Chad Patton                           |
| Árbitros      | Charles Robinson                      |

## Resultados
| Nº                                          | Resultados | Estipulações | Tempo |
| ------------------------------------------- | --- | --- | ----- |
| 1                                           | CM Punk (c) derrotou John Morrison e The Miz | Luta Triple Threat pelo Campeonato do ECW | 7:56  |
| 2                                           | Kelly Kelly, Maria, Michelle McCool, Mickie James e Torrie Wilson derrotaram Beth Phoenix, Jillian Hall, Layla, Melina e Victoria                                     | Luta de 10 divas | 4:42  |
| 3                                           | Lance Cade e Trevor Murdoch (c) derrotaram Cody Rhodes e Hardcore Holly                                                                                               | Luta de Duplas pelo Campeonato Mundial de Duplas | 7:18  |
| 4                                           | Team Triple H (Triple H, Jeff Hardy, Kane e Rey Mysterio) derrotou Team Umaga (Umaga, Big Daddy V, Finlay, Mr. Kennedy e Montel Vontavious Porter) (com Matt Striker) | Luta Survivor Series de eliminação Handicap 5 contra 4 | 22:08 |
| 5                                           | The Great Khali (com Ranjin Singh) derrotou Hornswoggle (com Mr. McMahon e Shane McMahon)                                                                             | Luta Individual | 3:16  |
| 6                                           | Randy Orton (c) derrotou Shawn Michaels | Luta Individual pelo Campeonato da WWE Se Michaels tivesse usado Sweet Chin Music, ele teria sido desqualificado. Se Orton tivesse sido desclassificado, teria perdido o título para Michaels. | 17:48 |
| 7                                           | Batista (c) derrotou The Undertaker | Luta Hell in a Cell pelo Campeonato Mundial de Pesos Pesados | 21:24 |
| (c) – Refere-se aos campeões antes da luta. | | |       |

### Eliminações da luta Survivor Series
| Eliminado        | Lutador                               | Eliminado por                         | Método                                | Tempo                                 |
| ---------------- | ------------------------------------- | ------------------------------------- | ------------------------------------- | ------------------------------------- |
| 1                | Kane                                  | Big Daddy V                           | Pinfall                               | 05:25                                 |
| 2                | Rey Mysterio                          | Umaga                                 | Pinfall                               | 09:14                                 |
| 3                | MVP                                   | Jeff Hardy                            | Pinfall                               | 12:49                                 |
| 4                | Mr. Kennedy                           | Triple H                              | Pinfall                               | 14:20                                 |
| 5                | Big Daddy V                           | Triple H                              | Pinfall                               | 15:24                                 |
| 6                | Finlay                                | Triple H                              | Pinfall                               | 21:14                                 |
| 7                | Umaga                                 | Jeff Hardy                            | Pinfall                               | 22:08                                 |
| Sobrevivente(s): | Jeff Hardy e Triple H (Team Triple H) | Jeff Hardy e Triple H (Team Triple H) | Jeff Hardy e Triple H (Team Triple H) | Jeff Hardy e Triple H (Team Triple H) |

## Outros funcionários na tela
| Comentaristas - Jim Ross (Raw) - Jerry "The King" Lawler (Raw) - Michael Cole (SmackDown) - John "Bradshaw" Layfield (SmackDown) - Joey Styles (ECW) - Tazz (ECW) Entrevistadores - Todd Grisham Locutores de toque - Lilian Garcia (Raw) - Justin Roberts (SmackDown) - Tony Chimel (ECW) | Árbitros - Jimmy Korderas - Scott Armstrong - Marty Elias - Chad Patton - Charles Robinson - Mike Chioda - Mickie Henson |